# Hipolit Lipiński (malarz)

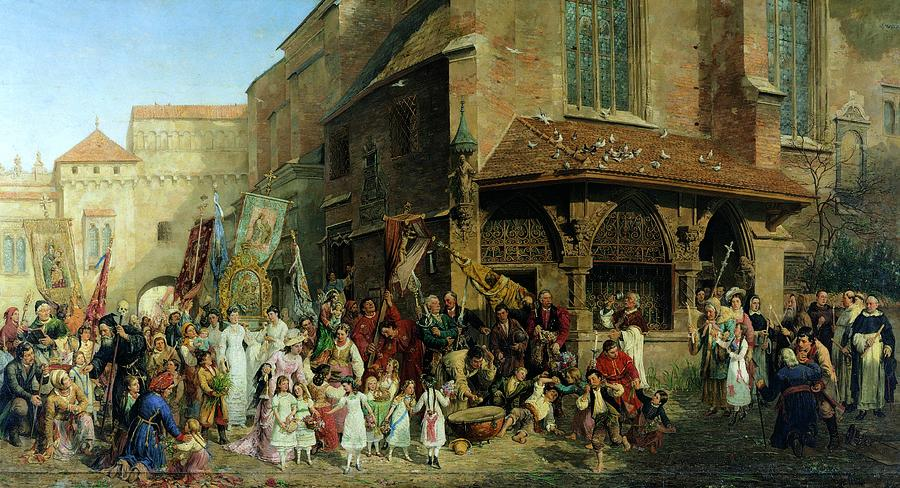
Hipolit Lipiński, Procesja Bożego Ciała (1881)

Hipolit Lipiński (ur. 14 sierpnia 1846 w Nowym Targu, zm. 27 czerwca 1884 w Krakowie) – polski  malarz dziewiętnastowieczny, przedstawiciel kierunku artystycznego realizmu.
W latach 1859–1870 i 1874–1876 studiował w Szkole Sztuk Pięknych w Krakowie, a w latach 1870-1872 w Monachium (na początku lutego 1871 r. zgłosił się do Akademii Sztuk Pięknych - Antikenklasse). W latach 1875–1884 był nauczycielem rysunku i malarstwa na Wyższych Kursach dla Kobiet im. A. Baranieckiego. Współorganizował Muzeum Narodowe w Krakowie.
Autor scen rodzajowych z życia wsi i miast, malował też ludowe zwyczaje, pejzaże i portrety. Jego prace znajdują się m.in. w Muzeum Historycznym Miasta Krakowa, Muzeum Narodowym w Warszawie, Muzeum Narodowym we Wrocławiu i Muzeum Narodowym w Krakowie.
Pochowany na cmentarzu Rakowickim.

## Wybrane dzieła
- Niedziela na wsi (1869)
- Cygan z niedźwiedziem (około 1872)
- Targ na Kleparzu (1874)
- Lirnik (1876)
- Płukanie jarzyn (1878)
- Śmigus (1879)
- Konik zwierzyniecki (około 1880)
- Procesja (1881)
- Krakowskie wesele (1881)
- Niedziela Palmowa (1881)
- Opowieść o powstaniu (1882)